# Kritische Ausgabe (Zeitschrift)
Die Kritische Ausgabe (KA) ist die einzige von Studierenden verantwortlich herausgegebene, unabhängige Zeitschrift mit literaturwissenschaftlichem Schwerpunkt im deutschen Sprachraum. Sie erscheint seit 1997 – in der Regel halbjährlich – am Institut für Germanistik, Vergleichende Literatur- und Kulturwissenschaft der Universität Bonn in einer Auflage von 400 Exemplaren.
Der Name der Zeitschrift rekurriert auf den editionsphilologischen Terminus der historisch-kritischen Ausgabe, in dem das Attribut kritisch unter anderem für eine wissenschaftliche Untersuchung und Bewertung vorliegender Textzeugnisse sowie ergänzende Erläuterungen zu Wirkungsgeschichte und Sachbezügen steht.
Seit 2017 wird die Zeitschrift vom Berliner Verlag Dreiviertelhaus vertrieben.

## Zielsetzung und Schwerpunkte
Seit dem 4. Jahrgang 2000 widmet sich jede Ausgabe einem Themenschwerpunkt, zu dem vor allem literatur- und kulturwissenschaftlich orientierte Essays, Rezensionen, Autorenporträts und Interviews versammelt werden. Seitdem gehört die KA zum Korpus der in der Bibliographie der deutschen Sprach- und Literaturwissenschaft (BDSL, Eppelsheimer/Köttelwesch) ausgewerteten und verzeichneten Zeitschriften.
Zielsetzung der Kritischen Ausgabe ist zum einen, literaturwissenschaftliche Inhalte auch einem nicht-akademischen Publikum in verständlicher und ansprechender Weise nahezubringen, zum anderen die deutschsprachige Gegenwartsliteratur beispielhaft zu porträtieren und damit „eine vermittelnde Position zwischen der germanistischen Forschung und der Lebendigkeit des expandierenden literarischen Betriebs einzunehmen“. Darüber hinaus bietet sie insbesondere Studenten die Möglichkeit, publizistische und redaktionelle Erfahrungen zu sammeln.

## Redaktion und Autoren
Die Autoren der Kritischen Ausgabe sind Studierende und Lehrende der Germanistik und verwandter Disziplinen, freie Journalisten, Schriftsteller und andere Kulturschaffende. Dazu gehörten bisher unter anderem: Katharina Born, Jan Böttcher, Martin Büsser, Ernesto Castillo, Crauss, Milo Dor, Ulrike Draesner, Dieter M. Gräf, Guy Helminger, Alban Nikolai Herbst, Adrian Kasnitz, Myriam Keil, Alexander Kluge, Jan Kuhlbrodt, Björn Kuhligk, Stan Lafleur, Thomas Lehr, Ralf Schnell, Enno Stahl, Jürgen Theobaldy, Achim Wagner, Jan Wagner, Christoph Wenzel, Ron Winkler, Mario Wirz und Uljana Wolf.
Seit 2004 unterhält die Redaktion ein Online-Magazin mit allgemein feuilletonistischem Charakter, das bei Google News als Nachrichtenquelle gelistet ist. 2007 war der seinerzeit monatlich im Online-Magazin erscheinende Fragebogen für „Germanisten, die es geschafft haben“ Bestandteil des Jahres der Geisteswissenschaften. Im Sommer 2008 war das Theaterressort der Redaktion Kooperationspartner des internationalen Theaterfestivals Biennale Bonn.
Seit 2005 wurde die Zeitschrift mehrfach vom Deutschen Literaturfonds mit Zuschüssen gefördert, zuletzt das Ende 2016 erschienene Heft zum Thema "Untergrund". Außerdem ist sie Mitinitiatorin des Treffens junger Magazine, das der Vernetzung deutschsprachiger Literaturzeitschriften dienen soll und Anfang Juni 2007 erstmals in Köln stattfand. Gemeinsam mit den Jungen Magazinen (u. a. den Zeitschriften BELLA triste, EDIT, Krachkultur, lauter niemand und SIC) war die Kritische Ausgabe im selben Jahr auch bei der Frankfurter Buchmesse vertreten. Seit 2007 ist die Kritische Ausgabe regelmäßig auch auf der Leipziger Buchmesse mit einem Stand zugegen, jeweils gemeinschaftlich mit der  Dahlemer Verlagsanstalt.

## Auszeichnungen
Am 18. Oktober 2007 wurde die KA-Redaktion mit dem Alumni-Preis der Universität Bonn als „beste studentische Initiative“ ausgezeichnet. Anlässlich des zehnjährigen Bestehens der Zeitschrift war vom 7. November 2007 bis zum 28. März 2008 eine Ausstellung zur Geschichte der K.A. im Institut für Germanistik, Vergleichende Literatur- und Kulturwissenschaft der Universität Bonn zu sehen.

## Edition Kritische Ausgabe
2011 rief der Förderverein der Zeitschrift die Edition Kritische Ausgabe ins Leben. Ihr Ziel ist es, geistes- und kulturwissenschaftliche Themenanthologien und Monographien zu veröffentlichen, die von Studierenden, Absolventen und Lehrenden der Germanistik und verwandter Disziplinen gestaltet werden, darunter z. B. Magister-/Master-Arbeiten, für die im Gegensatz etwa zu Dissertationen keine Veröffentlichungspflicht gilt. Die Edition erscheint als eigenständige Reihe im Weidle Verlag Bonn. Herausgeber ist der ehemalige K.A.-Chefredakteur Benedikt Viertelhaus.
2015 erschien in der Edition ein Sammelband mit essayistischen Beiträgen aus den ersten 25 Heften der Kritischen Ausgabe und einem Gespräch mit ehemaligen und jetzigen Chefredakteuren über das Zeitschriftenmachen unter dem Titel Musst nur wagen, wagen, wagen!.